# Art of War 3
Art of War 3: Global Conflict (AOW) est un jeu de stratégie en temps réel (STR)-MMO pour appareils mobiles, disponible sur les plateformes Android et iOS. Le studio de développement et l'éditeur sont Gear Games, basé à Moscou. 

## Description
Les joueurs commandent leurs troupes en temps réel sur le terrain de jeu, dans le but d'affronter d'autres joueurs dans des batailles JcJ ou en mode coopératif et de gagner en utilisant différentes tactiques de combat. Différents bâtiments, ainsi que des unités d'infanterie, de chars, de véhicules terrestres, de la marine et de l'aviation sont disponibles, qu'il faut d'abord rechercher puis améliorer progressivement afin de vaincre l'ennemi.
L'intrigue du jeu se déroule dans un futur proche. Dans ce jeu, le monde est plongé dans un conflit global entre deux groupes opposés - la Fédération et la Résistance. Les joueurs choisissent l'un des deux camps, élaborent leurs propres stratégies de guerre et se battent en solo ou se regroupent en clans pour gagner la guerre mondiale pour eux-mêmes.

## Réception
Le quotidien serbe Blic considère Art of War 3: Global Conflict comme le successeur spirituel des séries Command & Conquer et Red Alert (en) pour téléphones mobiles. Le quotidien indonésien Tribun Batam affirme que le jeu est un chef-d'œuvre du jeu RTS classique. Selon le Boy Genius Report, le jeu serait un jeu de stratégie en temps réel classique et unique pour les joueurs qui veulent ressentir le frisson et qui peuvent penser stratégiquement et agir de manière décisive dans n'importe quelle situation sur le champ de bataille. La communauté de jeux mobiles en ligne Blue Moon Game estime que malgré les influences rétro, le conflit dépeint entre les Confédérés et la Résistance n'a rien de désuet ou de pittoresque. Ils disent que les graphismes sont magnifiquement détaillés, que la bande sonore est envoûtante et que l'histoire vous tient rivé à l'écran. 